# Jerry Tillery
(en) Statistiques sur pro-football-reference
Jerry Dewayne Tillery Jr., né le 8 octobre 1996 à Shreveport en Louisiane aux États-Unis, est un sportif professionnel américain de football américain évoluant au poste de defensive end dans la National Football League (NFL) depuis la saison 2019. 
Il est sélectionné lors du premier tour de la draft 2019 par la franchise des Chargers de Los Angeles. Il y reste pendant quatre saisons. Devenu agent libre, il est engagé au cours de la saison 2022 par les Raiders de Las Vegas. Libéré en mars 2024, il rejoint les Vikings du Minnesota.
Au niveau universitaire, il a joué pour le Fighting Irish de l'université de Notre-Dame-du-Lac au sein de la NCAA Division I FBS pendant quatre saisons (2015-2018).

## Biographie

### Jeunesse
Tillery étudie à l'académie Evangel Christian (en) de Shreveport en Louisiane. Au terme de son année senior, il totalise 93 plaquages et sept sacks. Il intègre ensuite l'université de Notre-Dame-du-Lac pour y jouer au football américain universitaire.

### Carrière universitaire

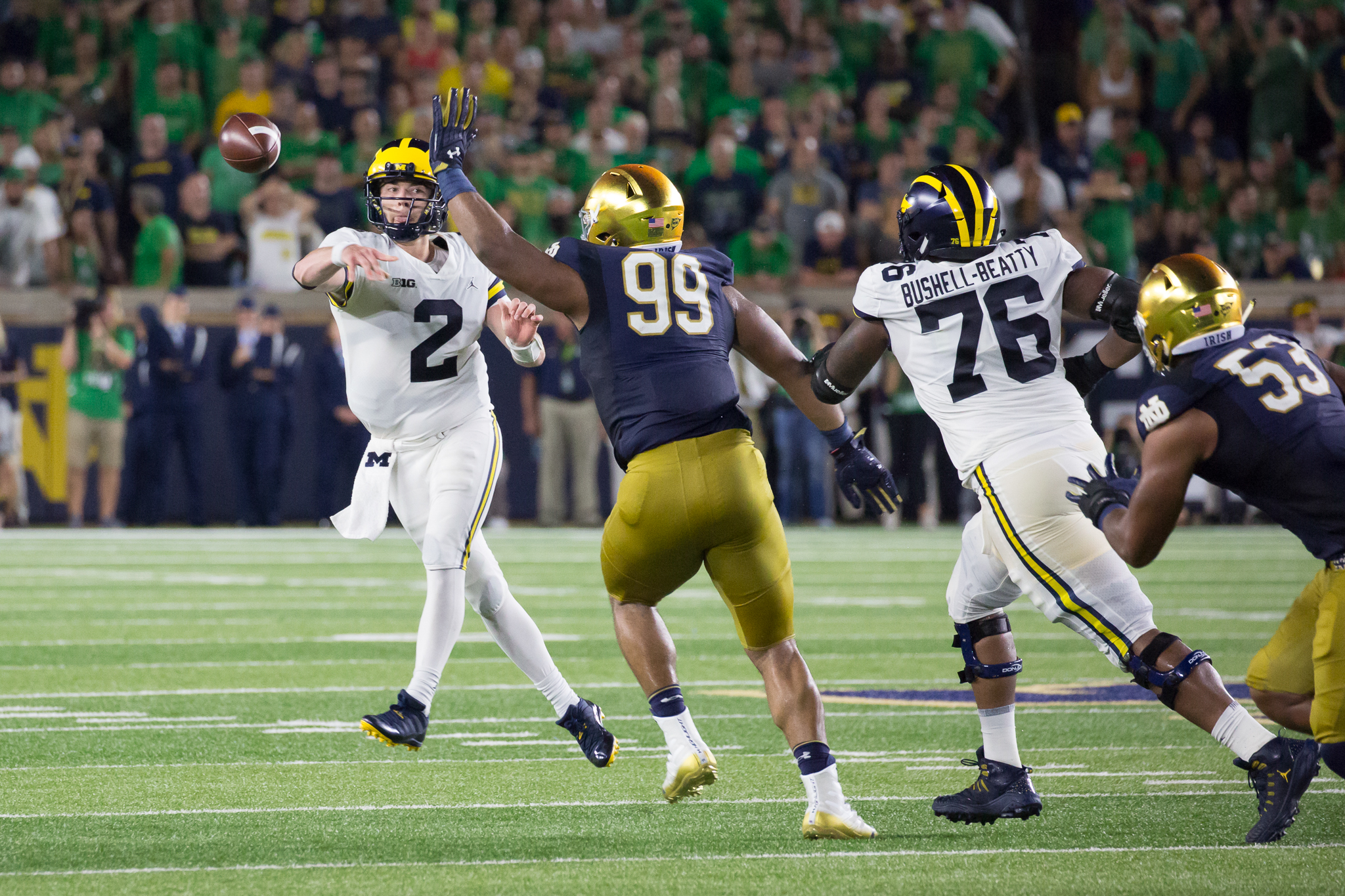
Tillery avec Notre Dame en 2018.

Tillery devait initialement jouer au poste d'offensive tackle lors de son année freshman à Notre Dame en 2015, mais il est déplacé au poste de defensive tackle,. Il dispute douze matchs dont trois en tant que titulaire totalisant douze plaquages et un sack. 
En 2016 lors de son année sophomore, il joue onze des douze matchs de la saison en réalisant 37 plaquages. 
En tant que junior en 2017, il joue les treize matchs en tant que titulaire et totalise 56 plaquages et 4 ½ sacks. 
Il effectue sa dernière année à Notre Dame en 2018 avec 28 plaquages et 8 ½ sacks en douze matchs,.

### Carrière professionnelle

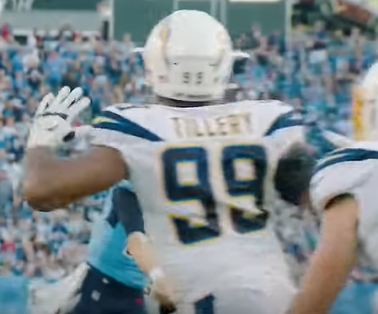
Tillery en 2019.

| Taille               | Poids           | Bras            | Main            | Sprint   | Sprint   | Sprint   | Shuttle 20 yards | 3 cones drill | Détente       | Détente            | Développé couché | Test Wonderlic |
| Taille               | Poids           | Bras            | Main            | 40 yards | 10 yards | 20 yards | Shuttle 20 yards | 3 cones drill | verticale     | horizontale        | Développé couché | Test Wonderlic |
| 1,99 m (6 ft 6 ½ in) | 134 kg (295 lb) | 87 cm (34 ¼ in) | 27 cm (10 ⅝ in) | 4,93 s   | 1,69 s   | 2,88 s   | 4,33 s           | 7,45 s        | 81 cm (32 in) | 2,92 m (9 ft 7 in) | 23 reps          | 31             |

#### Draft
Tillery est sélectionné en 8e choix global lors du premier tour de la draft 2019 de la NFL par les Chargers de Los Angeles. 

##### Chargers de Los Angeles (2019-2021)
En 9e semaine de la saison 2020 et la défaire 25 à 27 contre les Raiders de Las Vegas, Tillery enregistre le premier sack de sa carrière professionnelle sur Derek Carr. Il force et recouvre également un fumble de ce dernier, son premier dans la ligue.
Le 2 mai 2022, les Chargers n'activent pas l'option de cinquième année du contrat de Tillery, faisant de lui un agent libre après la saison. Tillery est libéré le 10 novembre 2022.

##### Raiders de Las Vegas (2022-2023)
Le 14 novembre 2022, Tillery est réclamé par les Raiders de Las Vegas.
Tillery signe une prolongation de contrat le 17 mars 2023.
Lors du match en 9e semaine contre les Chargers de Los Angeles, Tillery est expulsé après un choc tardif sur son ancien équipier Justin Herbert. Il est libéré le 13 mars 2024.

##### Vikings du Minnsesota (2024)
Le 14 mars 2024, Tillery signe un contrat d'un an pour un montant de 3,75 millions de dollars avec les Vikings du Minnesota.

## Statistiques
| Année       | Équipe                       | Statut      | MJ |       | Plaquages | Plaquages | Plaquages | Plaquages |       | Interceptions | Interceptions | Interceptions | Interceptions |  | Fumbles | Fumbles |
| Année       | Équipe                       | Statut      | MJ | Total | Seul      | Ast.      | Sacks     | Nb.       | Yards | Déf.          | TD            | Nb.           | Rec.          |  |         |         |
| 2015        | Fighting Irish de Notre Dame | Fr.         | 06 | 12    | 09        | 03        | 1,0       | 0         | 0     | 0             | 0             | 0             | 0             |  |         |         |
| 2016        | Fighting Irish de Notre Dame | So.         | 11 | 37    | 19        | 18        | 3,5       | 0         | 0     | 0             | 0             | 0             | 0             |  |         |         |
| 2017        | Fighting Irish de Notre Dame | Jr.         | 13 | 56    | 25        | 31        | 9,0       | 0         | 0     | 0             | 0             | 1             | 0             |  |         |         |
| 2018        | Fighting Irish de Notre Dame | Sr.         | 12 | 28    | 17        | 11        | 8,5       | 0         | 0     | 0             | 0             | 2             | 0             |  |         |         |
| Totaux NCAA | Totaux NCAA                  | Totaux NCAA | 42 | 133   | 70        | 64        | 23,0      | 0         | 0     | 0             | 0             | 3             | 0             |  |         |         |

| Année      | Équipe                  | MJ |                 | Plaquages       | Plaquages       | Plaquages       | Plaquages       |                 | Interceptions   | Interceptions   | Interceptions | Interceptions |  | Fumbles | Fumbles |
| Année      | Équipe                  | MJ | Total           | Seul            | Ast.            | Sacks           | Nb.             | Yards           | Déf.            | TD              | Nb.           | Rec.          |  |         |         |
| 2019       | Chargers de Los Angeles | 15 | 17              | 08              | 08              | 2,0             | 0               | 0               | 0               | 0               | 0             | 0             |  |         |         |
| 2020       | Chargers de Los Angeles | 16 | 30              | 19              | 11              | 3,0             | 0               | 0               | 2               | 0               | 2             | 1             |  |         |         |
| 2021       | Chargers de Los Angeles | 16 | 51              | 24              | 27              | 4,5             | 0               | 0               | 0               | 0               | 0             | 0             |  |         |         |
| 2022       | Chargers de Los Angeles | 7  | 8               | 5               | 3               | 1,0             | 0               | 0               | 0               | 0               | 1             | 0             |  |         |         |
| 2022       | Raiders de Las Vegas    | 8  | 10              | 8               | 2               | 0,0             | 0               | 0               | 0               | 0               | 0             | 0             |  |         |         |
| 2023       | Raiders de Las Vegas    | 17 | 31              | 11              | 20              | 2,0             | 0               | 0               | 0               | 0               | 0             | 1             |  |         |         |
| 2024       | Vikings du Minnesota    | ?  | Saison en cours | Saison en cours | Saison en cours | Saison en cours | Saison en cours | Saison en cours | Saison en cours | Saison en cours | ?             | ?             |  |         |         |
| Totaux NFL | Totaux NFL              | 79 | 147             | 76              | 71              | 12,5            | 0               | 0               | 2               | 0               | 3             | 2             |  |         |         |